# 立峰村 (福安市)
立峰村，是中国福建省宁德市福安市溪柄镇下辖的行政村，本名马厝村，为纪念中共革命烈士马立峰而改为现名。
村内建有马立峰烈士纪念碑。

## 图集

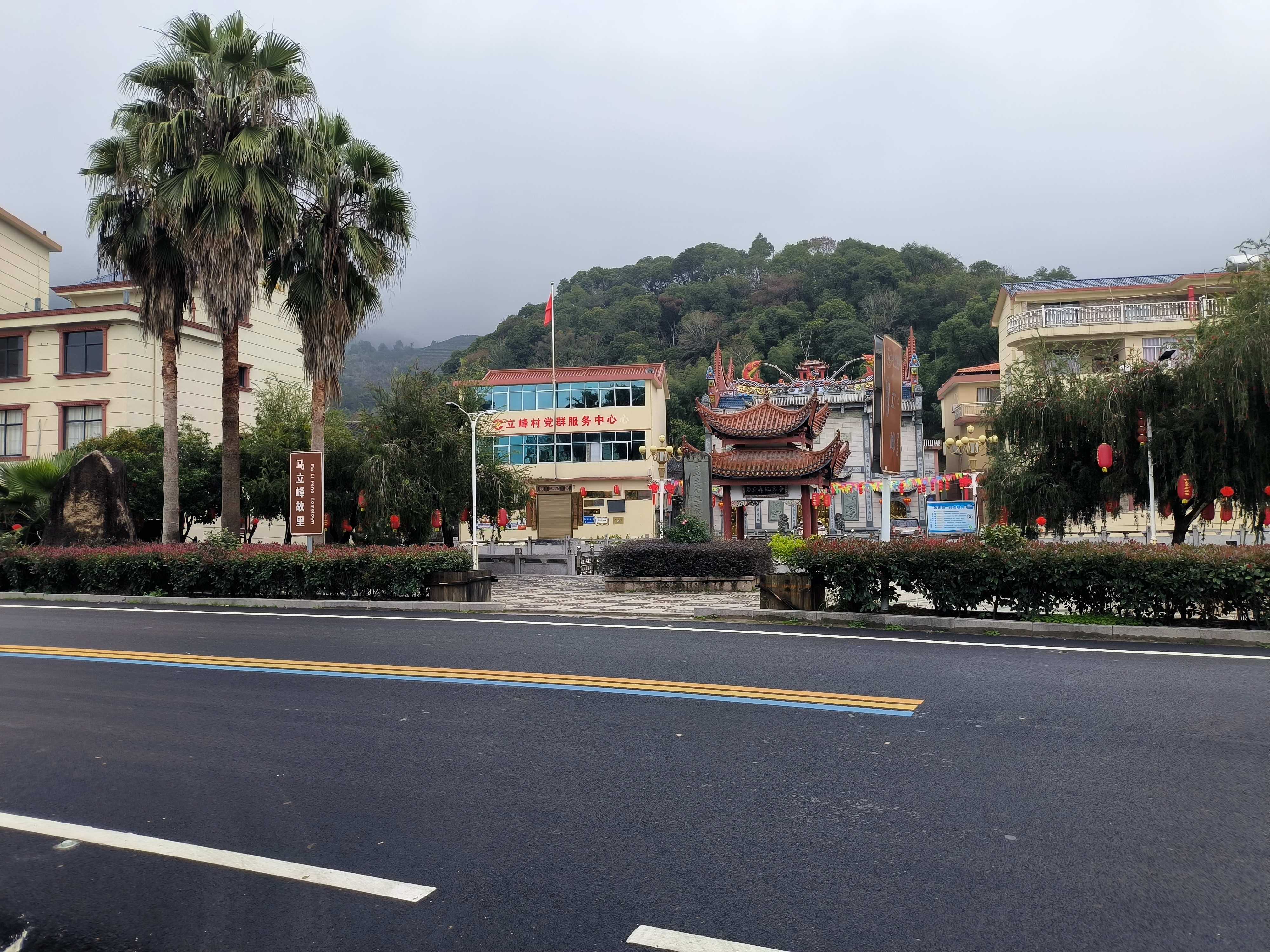
立峰村村貌
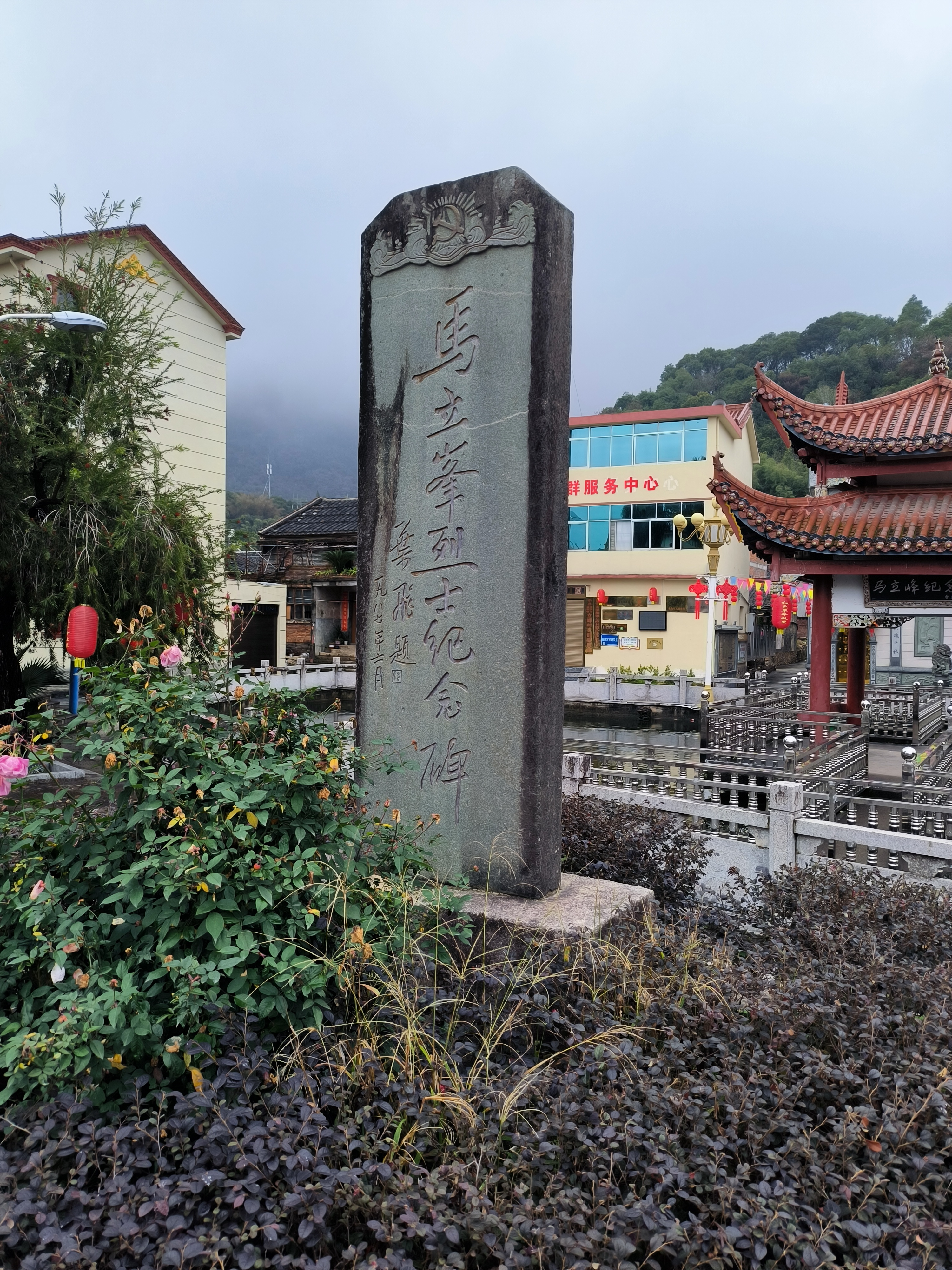
马立峰烈士纪念碑